# Paraphlepsius emarginatus
Paraphlepsius emarginatus är en insektsart som beskrevs av Crowder 1952. Paraphlepsius emarginatus ingår i släktet Paraphlepsius och familjen dvärgstritar. Inga underarter finns listade i Catalogue of Life.